# Kathleen Robertson
 Kathleen Robertson (Hamilton (Ontario) (Canada), 8 juli 1973) is een Amerikaans/Canadees actrice.
Ze werd vooral bekend door haar rol van Clare Arnold in de serie Beverly Hills 90210.
Ook speelde ze in de komedie Scary Movie 2.
Ze begon met acteren toen ze tien was.  Haar eerste rol was in de Canadese televisieserie Maniac Mansion, waarin ze van 1990 tot 1993 de rol van Tina Edison, de oudste dochter van Dr. Fred Edison (Joe Flaherty) speelde. 
- Gemeinsame Normdatei: 143545566
- International Standard Name Identifier: 0000 0001 1472 522X
- Library of Congress Control Number: no2001083096
- Nationale Bibliotheek van Polen: a0000001634147
- Virtual International Authority File: 51345726
- WorldCat: E39PBJyRxgd6DV9BkgfDrBRBT3